# 魏恬
魏恬（?—?），字安礼，唐朝定州鼓城（今河北省晋州市）人，魏玄同的儿子。
魏恬事奉至亲以孝闻名。中进士第，担任御史主簿。唐玄宗开元年间，官至给事中、颍王（李璬）傅、鄭州刺史。

## 家族
- 兄：魏愔，著作郎
  - 侄：魏長裕，河南法曹參軍
    - 侄孙：魏充
    - 侄孙：魏霓
    - 侄孙：魏尤

  - 侄：魏季隨，膳部郎中
  - 侄：魏季邁，長安尉
- 兄：魏懍，御史主簿
  - 侄：魏方回，淄、青二州刺史
  - 侄：魏方進，御史大夫
    - 侄孙：魏元
      - 侄曾孙：魏叔正，兼監察御史

    - 侄孙：魏循，郴州刺史

  - 侄：魏廣業，昇州刺史

侄孙：魏甫
- 魏恬，鄭州刺史
  - 子：魏嶠
    - 孙：魏黃裳，開州刺史
- 弟：魏協
- 弟：魏確，司議郎